# ایپ من: استاد کونگ‌فو
ایپ من: استاد کونگ‌فو (به انگلیسی: Ip Man: Kung Fu Master) یک فیلم سینمایی چینی محصول سال ۲۰۱۹ در سبک هنرهای رزمی به نویسندگی و کارگردانی لی لیمینگ با بازی دنیس تو درنقش ییپ من است  و ادامه فیلم های افسانه متولد می‌شود: ایپ من و Kung Fu League می باشد. 
در این فیلم حضور ایپ من به عنوان افسر پلیس در گوانگ‌ژو قبل از انقلاب کمونیستی چین در سال ۱۹۴۹ را به تصویر می‌کشد. علی‌رغم اینکه ایپ من اهل گوانگ‌دونگ می‌باشد، ولی فیلم ماجرای فوشان را روایت می‌کند. همه دیالوگ‌های به زبان چینی ماندارین می‌باشد. این اولین فیلم ایپ من است که کاملاً به زبان ماندارین است و صحت داستان را کاملاً زیر سؤال می‌برد.

## خلاصه داستان فیلم
ایپ من در زمان حضور خود به عنوان کاپیتان پلیس در فوشان، هنگامی که ارتش ژاپن به منطقه حمله می‌کند، توسط یک گانگستر انتقام جوی هدف قرار می‌گیرد.

## بازیگران
- دنیس تو درنقش ییپ من
- یوان لی
- تانگ شیائو
- یو دونگ فنگ
- چانگ Qinyuan به عنوان چیانگ وینگ-سینگ
- ژائو شیائوگوانگ
- رن یو به عنوان
- مایکل وونگ

## انتشار فیلم
این فیلم در چین به‌طور انحصاری از طریق سرویس اشتراک ویدئو در ۲۳ دسامبر ۲۰۱۹ منتشر شد. اکران محدود این فیلم در ایالات متحده در ۱۱ دسامبر ۲۰۲۰ انجام شد.